# Tjudomir
Tjudomir (bulgariska: Чудомир) är ett distrikt i Bulgarien.   Det ligger i kommunen Obsjtina Loznitsa och regionen Razgrad, i den nordöstra delen av landet, 270 km öster om huvudstaden Sofia.
Trakten runt Tjudomir består till största delen av jordbruksmark. Runt Tjudomir är det ganska tätbefolkat, med 86 invånare per kvadratkilometer.